# If You Had My Love
«If You Had My Love» es el primer sencillo del álbum de estudio debut de Jennifer Lopez, On The 6 (1999). Lanzado en 1999, el sencillo llegó al número uno en los Estados Unidos, siendo el primer sencillo número uno de Jennifer Lopez; también alcanzó el número cuatro en el Reino Unido. Este sencillo vendió más de 5 millones de unidades. La canción es ampliamente conocida por su voyeuristico video musical.

## Información de la Canción
La canción fue escrita por Rodney Jerkins, Fred Jerkins III, LaShawn Daniels y Cory Rooney y fue producida por Rodney "Darkchild" Jerkins. es su sencillo debut, López habla sobre una posible relación con un hombre en el cual demuestra interés.
Generalmente, y antes de que puedan consumar su relación, ella menciona algunos términos: Ella no permitirá engaños y necesitará sentir verdadero amor o acabará la relación. También se pregunta si el supiera si su amor fuese desleal, si le mentiría y la seguiría llamando "baby".
Las inseguridades del papel de López en el video la llevan a cuestionarse "Si Tu Tuvieses Mi Amor, Y te entregara todo mi ser, ¿me confortarías?".

## Listas
"If You Had My Love" ingresó al Billboard Hot 100 el 15 de mayo de 1999 saltando desde el #64 hasta el #8 dos semanas después. El sencillo alcanzó el #1 la semana del 12 de junio de 1999, y se mantuvo en esa posición por cinco semanas consecutivas. En el resto del mundo gozó de un gran éxito, llegando al top 10 de todas las listas y convirtiéndose en una de las canciones más vendidas del año a nivel global. 
El sencillo fue uno de los más populares dance-pop del verano de 1999, manteniéndose en el top 10 por quince semanas.

## Video musical
El video musical -dirigido por Paul Hunter- comienza con un hombre (Adam Rodríguez) iniciando en su computadora personal. Cuando aparece una barra de búsqueda, el coloca "Jennifer Lopez" y es redirigido a un sitio web, "Jennifer Lopez Online". 
Haciendo click en vínculo, él es entonces transportado a través de la Internet (que es desplegada con efectos especiales emulando código binario). Después de llegar, una figura oscurecida camina a través de una habitación llena de cámaras de grabación inmediata de movimiento, esta se mueve para mostrar a López en un pasillo.
Desde la privacidad de su computadora, el hombre entonces se redirige hacia una nueva página en donde López es ahora vista en un cuarto y sobre una mesa.
El hombre no está solo en sus acciones voyeuristicas, unos patrones de un Internet café y un joven a través de WebTV también ven a López. Mundialmente, La conexión de López está siendo transmitida en vivo a un club nocturno y a otros usuarios con laptop. 
Entonces el hombre hace click en la opción de dance y la acción es de nuevo iniciada a través de los efectos binarios. López entonces procede a realizar una serie de bailes (incluyendo Jazz, House y Latin soul) y la canción se torna hacia una porción de un remix (Pablo Flores Remix).
Después, el hombre determina más su ambición sexual haciendo click en la opción en donde López se muestra tomando una ducha. Aunque ella nunca es mostrada desnuda, esta escena comienza a crear excitación y el hombre empieza a tocarse el mismo.
Unos trabajadores en un garage también son atraídos por López y dejan de prestar atención a su trabajo (un auto en llamas) mientras fijan su vista en la pantalla. Un nuevo usuario es mostrado, el cual está viendo a López en una pantalla debajo del agua.
El video recibió cuatro nominaciones a los MTV Video Music Awards de 1999.

## Listas de canciones
Sencillo en CD
1. «If You Had My Love» (Pablo Flores Remix)
2. «If You Had My Love» (Radio Edit)
3. «If You Had My Love» (Dark Child Remix #1)
4. «If You Had My Love» (Master Mix)
5. «If You Had My Love» (Dark Child Remix #2)

CD maxisencillo
1. «If You Had My Love» (Radio Edit)
2. «If You Had My Love» (Pablo Flores Remix Edit)
3. «If You Had My Love» (Dark Child Remix Edit)
4. «If You Had My Love» (Pablo Flores Remix)
5. «If You Had My Love» (Dark Child Extended)
6. «No Me Ames» (Tropical Remix) (con Marc Anthony)

CD/casete promo sencillo
1. «If You Had My Love»
2. «No Me Ames» (Tropical Remix) (con Marc Anthony)

## Posicionamiento
| Lista (1999)                           | Posición más alta |
| -------------------------------------- | ----------------- |
| Australian ARIA Singles Chart          | 1                 |
| Ö3 Austria Top 40                      | 13                |
| Bélgica Ultratop 50 Singles (Flanders) | 9                 |
| Bélgica Ultratop 40 Singles (Wallonia) | 3                 |
| Canadá Singles Chart                   | 1                 |
| Dinamarca Top 40                       | 1                 |
| Finlandia Singles Chart                | 1                 |
| Francia SNEP Singles Chart             | 4                 |
| Alemania Singles Chart                 | 5                 |
| Italia Singles Chart                   | 3                 |
| República de Irlanda Singles Chart     | 8                 |

| Lista (1999)                         | Posición más alta |
| ------------------------------------ | ----------------- |
| Letonia Airplay Top 20               | 4                 |
| Nueva Zelanda Singles Chart          | 1                 |
| Noruega Singles Chart                | 7                 |
| Suecia Singles Chart                 | 9                 |
| Suiza Singles Chart                  | 5                 |
| UK Singles Chart                     | 4                 |
| U.S. Billboard Hot 100               | 1                 |
| U.S. Billboard Hot R&B/Hip-Hop Songs | 6                 |
| U.S. Billboard Hot Dance Club Play   | 5                 |
| U.S. Billboard Hot Latin Tracks      | 27                |

## Certificaciones
Hasta el momento la canción ha vendido más de cinco millones de copias en todo el mundo convirtiéndose en uno de los sencillos más vendidos en formato físico. If You Had My Love es el segundo sencillo más vendido de Jennifer Lopez detrás de On The Floor.
| País           | Organismo certificador | Certificación | Ventas certificadas | Ref.   |
| -------------- | ---------------------- | ------------- | ------------------- | ------ |
| Australia      | ARIA                   | Platino       | 70 000              | [ 10 ] |
| Alemania       | BVMI                   | Oro           | 150 000             | [ 11 ] |
| Bélgica        | BEA                    | Platino       | 50 000              | [ 12 ] |
| Francia        | SNEP                   | Oro           | 250 000             | [ 13 ] |
| Nueva Zelanda  | RMNZ                   | Oro           | 5 000               | [ 14 ] |
| Suiza          | IFPI                   | Oro           | 25 000              | [ 15 ] |
| Reino Unido    | BPI                    | Plata         | 15 000              | [ 16 ] |
| Estados Unidos | RIAA                   | Platino       | 1 200 000           | [ 18 ] |